# Lac Kamiko Kinoceskacik
Lac Kamiko Kinoceskacik är en sjö i Kanada.   Den ligger i regionen Lanaudière och provinsen Québec, i den sydöstra delen av landet, 220 km nordost om huvudstaden Ottawa. Lac Kamiko Kinoceskacik ligger 418 meter över havet. Arean är 0,10 kvadratkilometer. Den ligger vid sjön Lac Métabeskéga.
I omgivningarna runt Lac Kamiko Kinoceskacik växer i huvudsak blandskog. Trakten runt Lac Kamiko Kinoceskacik är nära nog obefolkad, med mindre än två invånare per kvadratkilometer.